# Babciînți, Cernivți
Babciînți (în ucraineană Бабчинці) este localitatea de reședință a comunei Babciînți din raionul Cernivți, regiunea Vinnița, Ucraina.

## Demografie
Componența lingvistică a localității Babciînți
     Ucraineană (99,57%)
     Alte limbi (0,4%)
Conform recensământului din 2001, majoritatea populației localității Babciînți era vorbitoare de ucraineană (99,57%), existând în minoritate și vorbitori de alte limbi.